# Vulcan Foundry

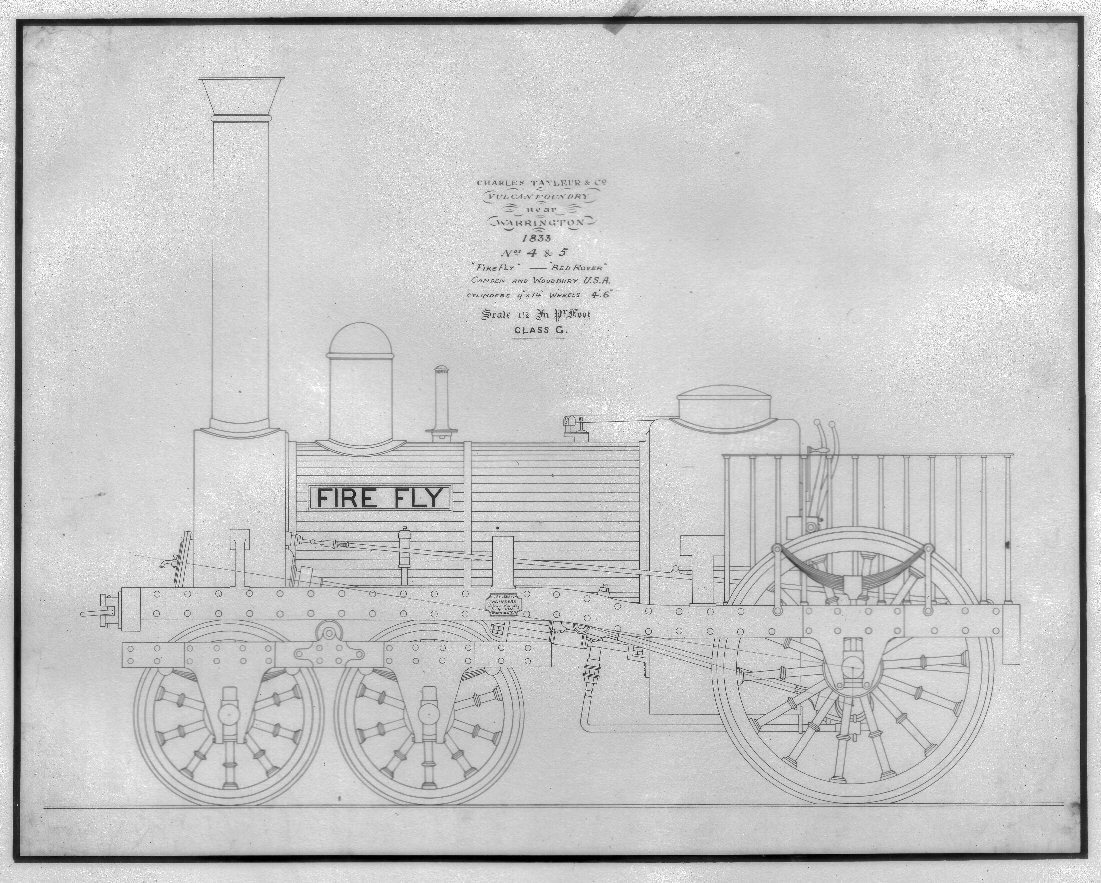
Lokomotive Fire Fly für die USA, gebaut 1833

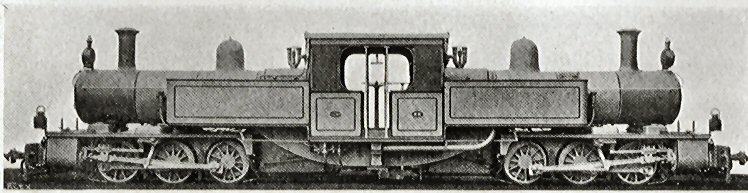
Für Burma gebaute Fairlie-Lokomotive

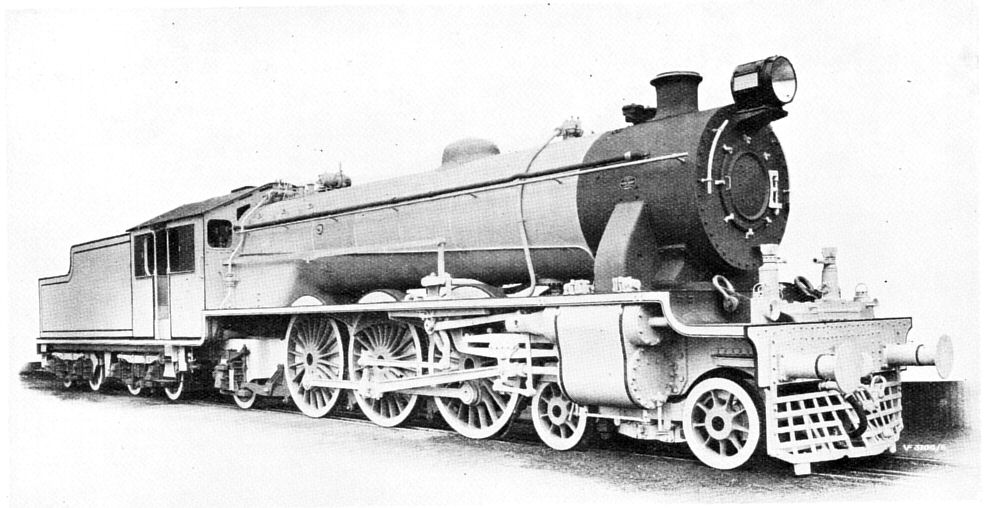
Lokomotive der Baureihe XB für die Indian State Railways

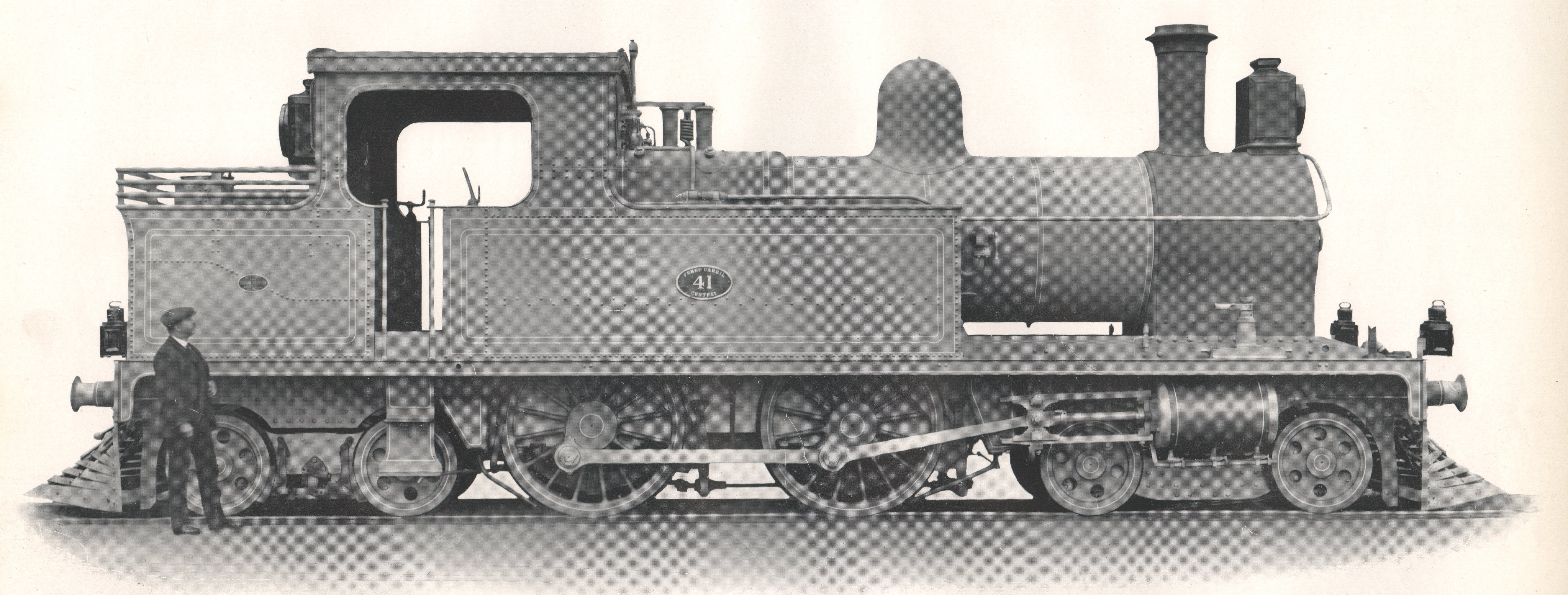
Tenderlokomotive für die Central Uruguay Railway (CUR)

Die Vulcan Foundry war ein bedeutender Lokomotivhersteller in Newton-le-Willows bei Warrington in North West England, der hauptsächlich für den Export produzierte. Die Fabrik wurde 1832 als Charles Tayleur and Company gegründet und 1962 durch English Electric übernommen. Sie blieb bis 2002 als Dieselmotorenwerk von MAN Diesel erhalten und wurde 2013 dem Erdboden gleichgemacht.

## Geschichte

### Charles Tayleur and Company
Im Jahre 1832 eröffnete Charles Tayleur eine Eisengießerei zur Herstellung von Brückenträgern und Oberbaumaterial. Robert Stephenson war Teilhaber des Unternehmens, bis er 1837 zur London and Birmingham Railway wechselte. Die Gießerei deckte vor allem den Bedarf der zwei Jahre zuvor eröffneten Liverpool and Manchester Railway (L&MR), die von Stehphensons Werk in Newcastle upon Tyne aufgrund der großen Entfernung schlecht unterstützt werden konnte.
Das Werk baute angeblich die ersten beiden Lokomotiven 1833 für die North Union Railway (NUR), die später ein Teil der West Coast Main Line wurde. Sie waren nach den beiden Unternehmern des Werks Tayleur und Stephenson benannt. Die Angaben stammen aus einer 1890 zusammengestellten Werksliste, deren Richtigkeit von Industriehistorikern angezweifelt wird.
Im selben Jahr wurden die ersten Lokomotiven für den Export gebaut. Es waren dies die Fire Fly und die Red Rover für die Pennsylvania Canal Commission in den Vereinigten Staaten. Die Gesellschaft betrieb ein ausgeklügeltes System an Kanälen, Schienenseilbahnen und Eisenbahnen, das Kohlentransporte im Bundesstaat Pennsylvania ermöglichte. Sie bestellte die beiden Lokomotiven für den Einsatz auf der Philadelphia and Columbia Railroad, welche Philadelphia mit dem 50 km westlich am Susquehanna River gelegenen Columbia verband. Die Lokomotiven waren als 2’A-Lokomotiven mit vorlaufendem Drehgestell gebaut, bewährten sich aber auf den schlecht verlegten Gleisen Nordamerikas nicht. Obwohl die Lokomotiven nicht erfolgreich waren, war dies der Beginn des Exportgeschäfts, das während der gesamten Lebensdauer des Unternehmens prägend war. Weitere Aufträge folgten aus Frankreich, Österreich und Russland.
In England war Tayleur auch bald ein wichtiger Hersteller und baute Lokomotiven für verschiedenen Bahnen, darunter auch für die breitspurige Great Western Railway von Isambard Kingdom Brunel.

### The Vulcan Foundry Company
Ab 1847 nannte sich das Unternehmern The Vulcan Foundry Company, wenngleich der Begriff Vulcan Foundry bereits 1840 auftauchte. Weitere Exportaufträge folgten für Japan, Indien, Südamerika und Südafrika. Für Indien lieferte Vulcan 1852 nicht nur die ersten Lokomotiven überhaupt, die auf dem Subkontinent zum Einsatz kamen, sondern bis 1952 insgesamt 2750 Stück, was über einen Zeitraum von hundert Jahren einem Durchschnitt von einer Lokomotive alle zwei Wochen entspricht.
Im Jahre 1864 wurde das Unternehmern zur Kapitalgesellschaft mit beschränkter Haftung und firmierte fortan als Vulcan Foundry Company Ltd., wobei die Bezeichnung Company ab 1898 weggelassen wurde und das Unternehmen demzufolge nur noch Vulcan Foundry Ltd, hieß.
Ab 1872 baute Vulcan mehrere Fairlie-Lokomotive. Die ersten wurden nach Neuseeland und Peru exportiert, weiter wurde nach dem Vorbild der Lokomotiven der Ffestiniog Railway ein Exemplar für die Denver and Rio Grande Western Railroad in den USA gebaut. Die Lokomotive wurde am La Veta Pass eingesetzt und sollte in den USA die einzige ihrer Bauart bleiben. Weitere Fairlie-Lokomotiven wurden für Mexiko, Portugal, Norwegen, Queensland und Peru gebaut. Bei den Lokomotiven für Burma führte Vulcan Verbesserungen ein, indem die beiden Kessel getrennt mit dazwischen liegendem Führerstand ausgeführt wurden.
Die tausendste Lokomotive verließ 1884 das Werk. Der Export erstreckte sich mittlerweile auch auf Uruguay, Spanien und Barbados, ab 1889 wurde auch für Chile und ab den 1890er-Jahren auch für Ceylon und Brasilien gebaut. Bereits 1898 folgte die 1500. Lokomotive. Vulcan war der viertgrößte Lokomotivbauer Großbritanniens, wobei zwei Drittel der Produktion exportiert wurden. 1899 wurde ein Rollenprüfstand für Lokomotiven eingerichtet.

### Während den beiden Weltkriegen

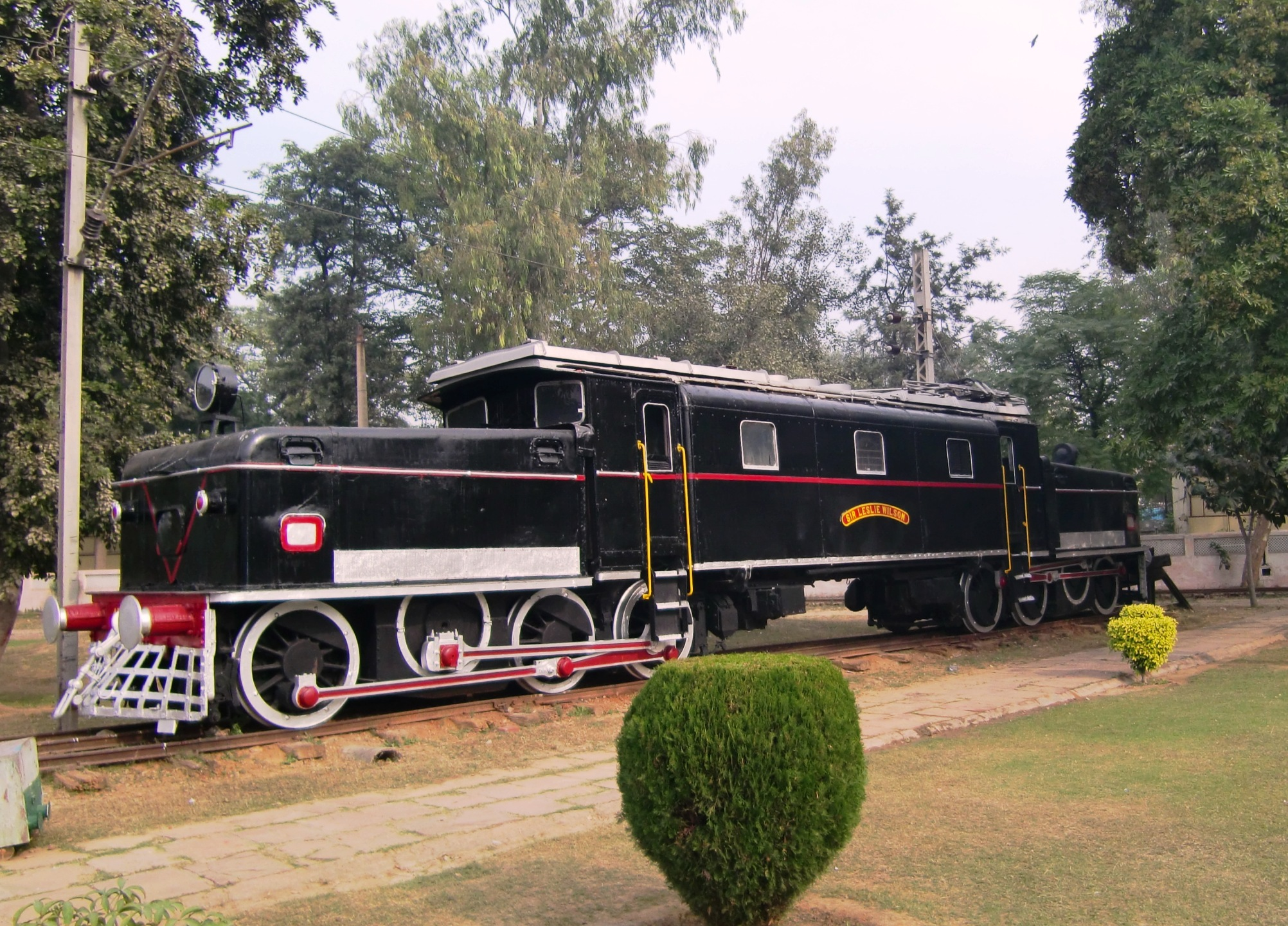
Erste von Vulcan gebaute Elektrolokomotive: GIPR-Klasse EF/1

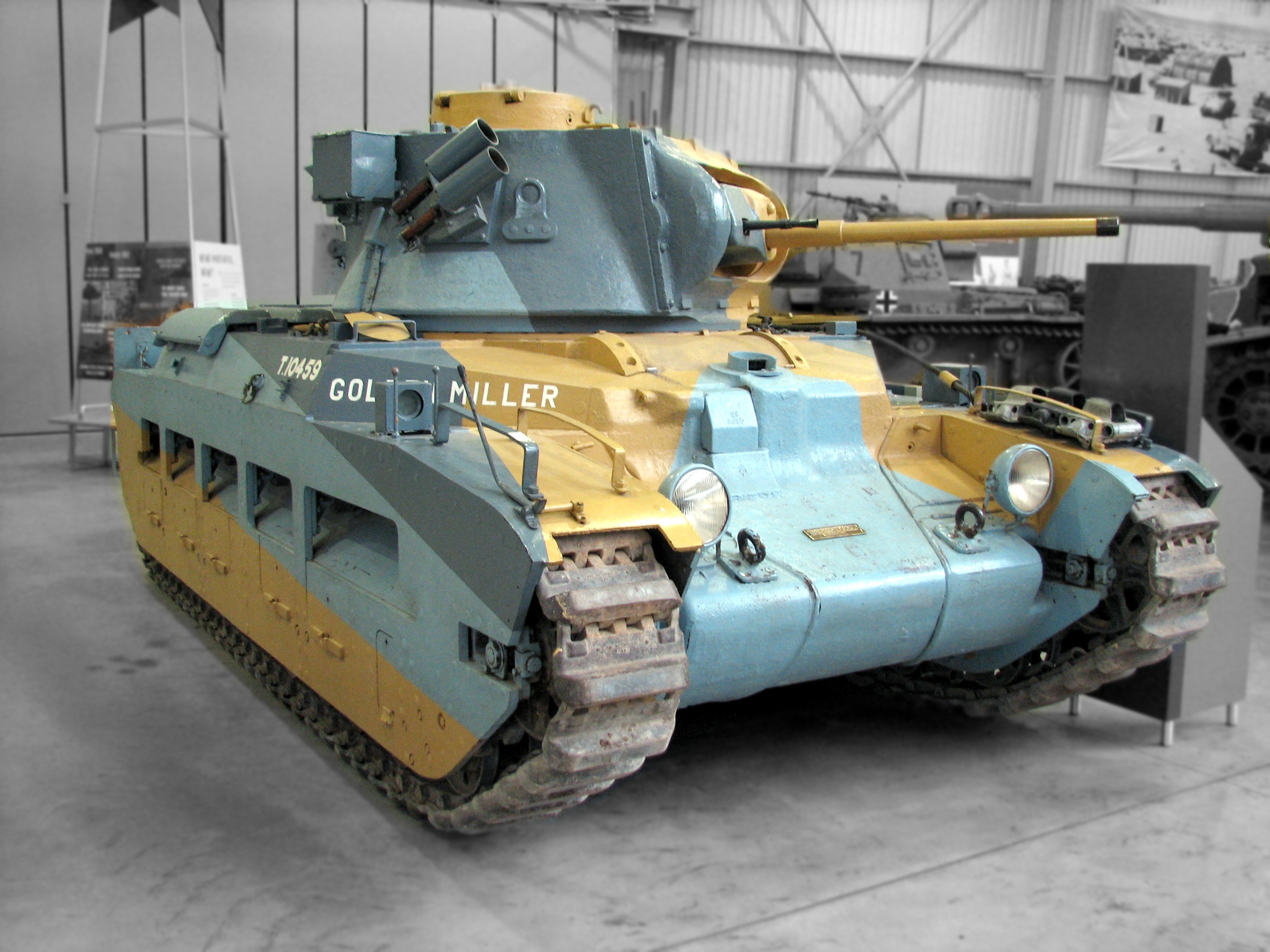
Matilda-Panzer

Vor dem Ersten Weltkrieg wurde die 3000. Lok gefertigt. Während des Kriegs baute Vulcan Granaten und Geschützlafetten. Nach dem Krieg ging das Exportgeschäft wieder weiter mit Lokomotiven für Nigeria, Uganda und Tanganyika. In den Jahren 1928 bis 1929 wurde bei Vulcan der mechanische Teil von 31 Krokodil-Lokomotiven der Baureihe EF/1 für die Great Indian Peninsula Railway (GIPR) in Indien gebaut, was die ersten nicht mit Dampf betriebenen Lokomotiven von Vulcan waren.
Die erste Diesellokomotive wurde 1935 fertiggestellt. Die Rangierlokomotive entstand zusammen mit der dänischen Maschinenfabrik Frichs und wurde von einem Sechszylinder-Viertakt-Motor angetrieben. Während des Zweiten Weltkriegs wurden erneut Waffen und 488 Kriegslokomotiven, sowie 34 Diesellokomotiven für das War Department gebaut. Es entstanden in den Kriegsjahren 250 leichte Infanteriepanzer, 600 Matilda-Panzer und 50.000 Teile für Munition. Die gesteigerte Produktion ließ die Anzahl Mitarbeiter auf die Rekordzahl von 4128 ansteigen, davon 850 Frauen. 1944 übernahm Vulcan die Lokomotivfabrik Stephenson & Hawthorns.

### Nachkriegsjahre

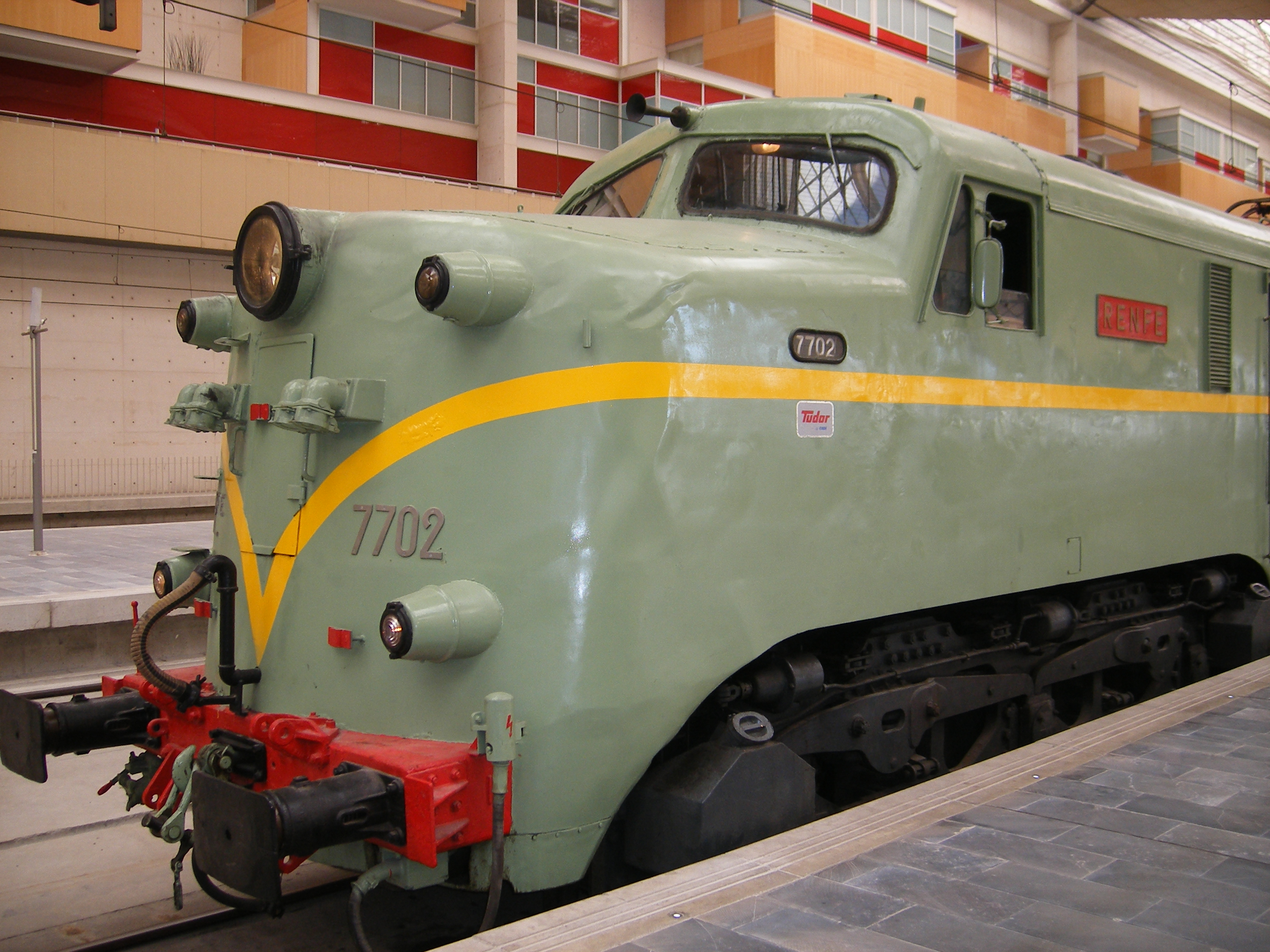
Elektrolokomotive der Baureihe 7700 der RENFE, 1952 gebaut

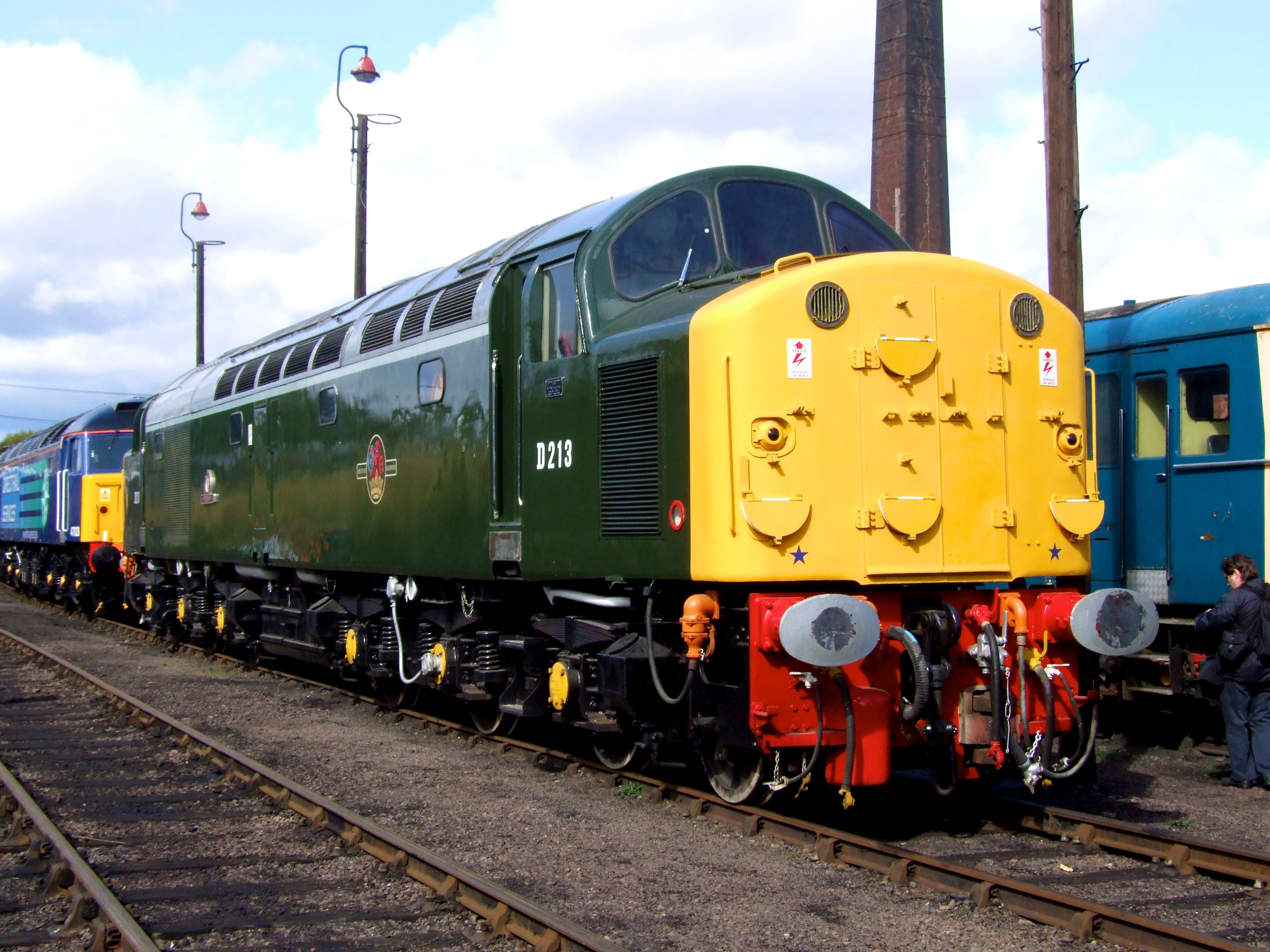
British-Rail-Diesellokomotive der Baureihe 40 von English Electric 1959 im Vulcan Foundry-Werk gebaut

In den Nachkriegsjahren konnte Vulcan sein Exportgeschäft wieder erweitern. Es wurden Lokomotiven aller Traktionsarten nach Europa, Afrika, in den Nahen Osten, nach Australien und Südamerika geliefert. 1946 wurden 120 UNRRA-Lokomotiven gebaut, die nach Belgien, der Tschechoslowakei, Jugoslawien, Polen und Luxemburg geliefert wurden. 1956 wurde der Bau von Dampflokomotiven eingestellt. Die letzten Aufträge gingen an die East African Railways und nach Borneo.
Um den geänderten Bedürfnissen der Bahnen nachzukommen, arbeitete Vulcan bereits seit 1945 mit English Electric zusammen an der Entwicklung von Lokomotiven mit dieselelektrischem Antrieb, die ab 1947 an British Rail geliefert werden konnten. Es folgten Exportaufträge für die Ägyptischen Staatsbahnen und Tasmanien.
Das Werk wurde im März 1955 von English Electric übernommen und 1962 in die von English Electric gegründete Tochtergesellschaft English Electric Traction eingegliedert, die sich mit dem Bau von Schienenfahrzeugen befasste. Der Bedarf an Lokomotiven ließ nach, sodass das von Hawthorn, Leslie & Company stammende Werk in Newcastle upon Tyne geschlossen wurde. 1968 wurde English Electric ein Teil von GEC, auf dem Gelände von Vulcan wurde zwei Jahre später die Ruston Paxman Diesels Ltd. als Verwaltungsgesellschaft von GEC Diesels Ltd. gegründet. 1970 verließ die letzte Streckenlokomotive das Werk: eine Diesellokomotive für Ghana. Die Lokomotivfertigung wurde nach 138 Jahren eingestellt.
Das Werk ging 1989 an GEC Alstom über, wurde 1999 zu Alsthom Engines Ltd und im Jahr 2000 an MAN B&W Diesel verkauft. Diese schloss die Produktion Ende 2002 und verlagerte die Produktion ins Schwesterwerk nach Stockport. Eine Zeit lang wurde das Gelände unter dem Namen Vulcan Industrial Estate noch als Industriepark genutzt, die Gebäude wurden aber 2013 vollständig dem Erdboden gleichgemacht, damit das Gelände für eine zukünftige Wohnbebauung nutzbar wird. Die Werkssiedlung wurde 1986 unter Heimatschutz gestellt und ist erhalten geblieben.